# Championnats de Tunisie d'athlétisme 1992
Navigation
1991 1993
Les championnats de Tunisie d'athlétisme 1992 sont une compétition tunisienne d'athlétisme se disputant en 1992.

## Palmarès
| Discipline            | Hommes                 | Hommes  | Femmes         | Femmes  |
| --------------------- | ---------------------- | ------- | -------------- | ------- |
| 100 m                 | Mohamed Habib Barhoumi | 10 s 53 |                |         |
| 200 m                 | Habib Dhouibi          | 21 s 78 |                |         |
| 400 m                 | Habib Dhouibi          | 48 s 72 |                |         |
| 800 m                 |                        |         |                |         |
| 1 500 m               |                        |         |                |         |
| 3 000 m               |                        |         |                |         |
| 5 000 m               |                        |         |                |         |
| 10 000 m              |                        |         |                |         |
| 100 m haies           |                        |         |                |         |
| 110 m haies           |                        |         |                |         |
| 400 m haies           |                        |         |                |         |
| 3 000 m steeple       |                        |         |                |         |
| Relais 4 × 100 mètres |                        |         |                |         |
| Relais 4 × 400 mètres |                        |         |                |         |
| Saut en longueur      | Samir Sidia            | 7,27 m  |                |         |
| Triple saut           |                        |         |                |         |
| Saut en hauteur       |                        |         |                |         |
| Saut à la perche      | Choukri Abahnini       | 4,90 m  |                |         |
| Lancer du poids       |                        |         |                |         |
| Lancer du disque      |                        |         | Nabila Mouelhi | 49,74 m |
| Lancer du marteau     |                        |         |                |         |
| Lancer du javelot     |                        |         |                |         |
| Décathlon             |                        |         |                |         |
| Heptathlon            |                        |         |                |         |
| Marathon              |                        |         |                |         |